# Me Too (ruch)

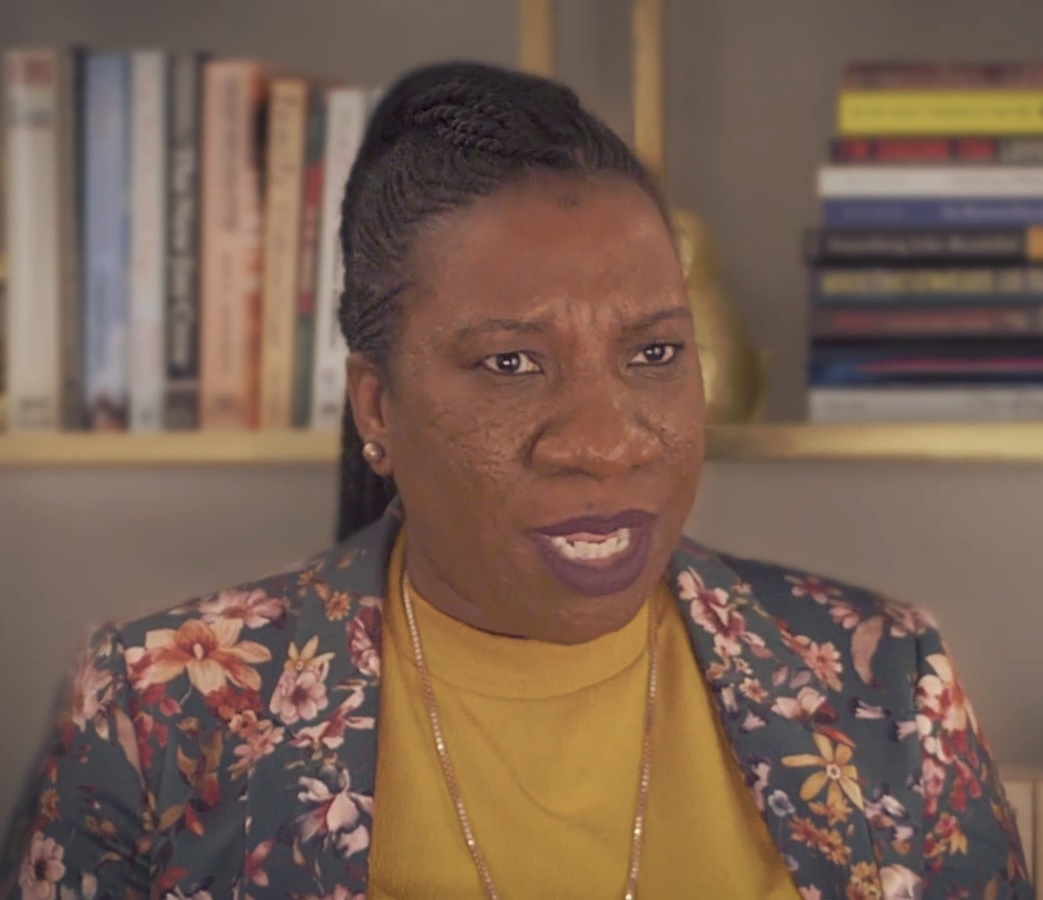
Tarana Burke, która stworzyła hasło „Me Too” w 2006 roku

#MeToo (polska wersja #JaTeż) – ruch obywatelski istniejący od 2017 roku, mający zwrócić uwagę na problem molestowania seksualnego kobiet.
Akcja została nagłośniona po oskarżeniu Harveya Weinsteina – jednego z producentów filmowych w Hollywood – o dopuszczenie się molestowania wielu kobiet. Hasło #MeToo zostało spopularyzowane przez amerykańską aktorkę Alyssę Milano, która w swoim wpisie na Twitterze zachęcała inne kobiety do opowiadania o swoich przeżyciach. W akcję, której celem jest zwrócenie uwagi na skalę problemu, jakim jest mizoginizm zaangażowali się również celebryci.

## Początki

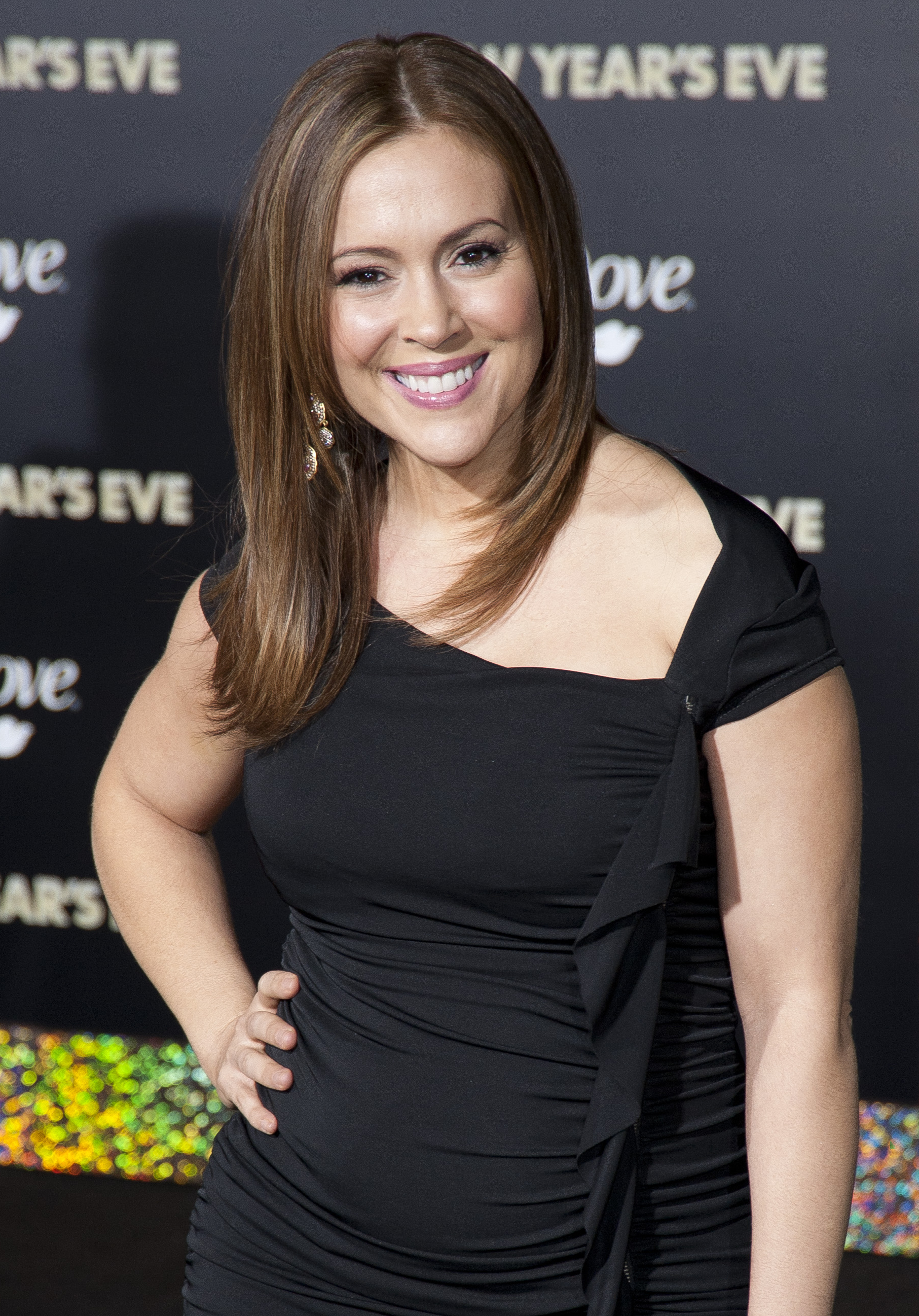
Alyssa Milano zachęcała do zamieszczania hasztaga #MeToo tuż po postawieniu zarzutów Harveyowi Weinsteinowi ujawnionych w 2017 roku

Hasło „Me Too” po raz pierwszy zostało użyte przez Taranę Burke na portalu społecznościowym MySpace w 2006 roku w ramach masowej kampanii promocyjnej „wzmacniania poprzez empatię” kierowanej do kobiet, które doświadczyły przemocy seksualnej, zwłaszcza pochodzących z ubogich środowisk. Burke wymyśliła hasło tuż po rozmowie z 13-letnią ofiarą molestowania seksualnego. Wyznanie dziewczynki sprawiło, że Burke nie była w stanie odpowiednio zareagować i bardzo tego później żałowała. Założyła więc ruch „Me Too” i zaczęła używać tego wyrażenia w celu zwiększenia świadomości kobiet w kontekście problemu wykorzystywania seksualnego.
15 października 2017 roku aktorka Alyssa Milano zachęcała do rozpowszechnienia hasztagu #MeToo w ramach kampanii uświadamiającej. Na Twitterze napisała: „Gdyby wszystkie kobiety, które były kiedyś molestowane seksualnie, napisały ‘#MeToo’ w swoich statusach, być może udałoby się pokazać ludziom, jaką skalę ma to zjawisko”. Milano wyjaśniła, że to Burke jest pomysłodawczynią konceptu „Me Too” oraz stwierdziła, że jej historia jest wzruszająca i inspirująca.

## Zasięg i wpływ
Odnotowano, że do 15 października 2017 roku zwrot ten został użyty ponad 200 000 razy, a do 16 października tweetowany ponad 500 000 razy. Ponad 4,7 mln osób użyło hasztagu na Facebooku, udostępniając 12 milionów postów w ciągu pierwszych 24 godzin. Zarejestrowano również, że 45% użytkowników w Stanach Zjednoczonych ma znajomego, który udostępnił #MeToo na swoim koncie społecznościowym.
Do kampanii dołączyli również niektórzy aktorzy m.in. Terry Crews i James Van Der Beek, którzy również byli ofiarami molestowania seksualnego. Niektórzy zaś zwrócili uwagę na traktowanie kobiet w przeszłości, rozpowszechniając hasztag „HowIWillChange”. Wyrażenie „HimThough” zostało wymyślone przez Elizabeth Plank.
Wyrażenie „Me Too” wywołało dyskusję na temat molestowania i wykorzystywania seksualnego także w przemyśle muzycznym. Akcja ta odbiła się echem również w środowisku naukowym, akademickim i politycznym. Zespół muzyczny Veruca Salt użył #MeToo, aby wysunąć zarzuty o molestowanie seksualne przeciwko Jamesowi Tobackowi, natomiast Alice Glass wykorzystała hasztag, aby podzielić się bolesnymi doświadczeniami molestowania seksualnego i innych nadużyć przez byłego lidera Crystal Castles Ethana Katha.
Instytucje rządowe w Kalifornii, Illinois, Oregonie, Rhode Island odpowiedziały na zarzuty dotyczące molestowania seksualnego, które ujawnione zostały podczas kampanii „metoo”. Kobiety aktywne na arenie politycznej, takie jak panie senator Heidi Heitkamp, Mazie Hirono, Claire МcCaskill i Elizabeth Warren wypowiedziały się na temat molestowania seksualnego, jakiego doświadczyły. Członkini kongresu Jackie Speier wprowadziła ustawę, która miała ułatwić składanie skarg o molestowanie seksualne do Kongresu Stanów Zjednoczonych.
12 listopada 2017 roku kilkaset mężczyzn, kobiet i dzieci wzięło udział w marszu „Take Back the Workplace March” orgaznizowanym w Hollywood oraz „#MeToo Survivors March”, aby wyrazić solidarność z ofiarami molestowania seksualnego. 16 listopada senator Kirsten Gillibrand z Nowego Jorku odniosła się do ruchu „Ja Też”, gdy zapytano ją o zarzuty o niewłaściwe zachowanie seksualne wysuwane wobec prezydenta Donalda Trumpa, byłego prezydenta Billa Clintona, senatora Minnesoty Ala Frankena i Roya Moore’a. 23 listopada aktorka Uma Thurman opublikowała post na Instagramie, umieszczając w nim wyrażenie #MeToo. Napisała: „ostatnio byłam zła i mam kilka powodów, #MeToo w przypadku, gdyby nie można było rozpoznać tego po wyrazie mojej twarzy”.

### Międzynarodowa reakcja
Hasztag został rozpowszechniony co najmniej w 85 krajach, między innymi w Pakistanie i Wielkiej Brytanii. We Francji zorganizowano akcje hasztag #Zdemaskuj świntucha (#BalanceTonPorc), który zachęcał użytkowników do udostępniania imion swoich oprawców. Na Filipinach kobiety i mężczyźni również podzielili się swoimi bolesnymi doświadczeniami. Międzynarodowa akcja #MeToo pojawiła się również we Włoszech, a jej odpowiednikiem jest #QuellaVoltaChe, w Hiszpanii – „#YoTambién”. We francuskojęzycznej części Kanady kampania odbywa się pod hashtagiem „#MoiAussi”. W Izraelu, w języku hebrajskim – „גםאנחנו#” (#MyTeż). W Szwecji kilka kobiet wykorzystało hasztag do konfrontacji z prezenterem telewizyjnym Martinem Timellem, którego program w TV4 został zdjęty z anteny 20 października 2017 roku, i dziennikarzem Fredrikiem Virtanenem, oskarżając go o znęcanie się.
Parlament Europejski zwołał posiedzenie dotyczące kampanii #MeToo tuż po doniesieniach o molestowanie w Parlamencie oraz w biurach Unii Europejskiej w Brukseli. Komisarz UE ds. handlu Cecilia Malmström przyznała, że powodem zwołania posiedzenia był hasztag. W Wielkiej Brytanii Cabinet Office rozpoczął dochodzenie w sprawie zarzutów wobec Marka Garniera, który nakazał sekretarce kupić zabawki erotyczne dla swojej żony i kochanki.
W Hongkongu, lekkoatletka Vera Lui Lai-Yiu w dniu swoich 23 urodzin wyznała na swoim fanpage’u, że padła ofiarą molestowania seksualnego. Zdecydowała wyjawić prawdę tuż po tym, jak zrobiła to gimnastyczka McKayla Maroney. Lui zamieściła swoje zdjęcie, na którym trzyma kartkę z napisanymi odręcznie słowami „#metoo lly” (jej inicjały).

### Krytyka
Krytycy kampanii #MeToo uważają, że nagłośnienie problemu molestowania seksualnego może być traumatycznym doświadczeniem dla ofiar wykorzystywania seksualnego. Niektórzy uważają, że hasztag znacznie częściej wywołuje oburzenie niż poważną emocjonalną debatę. Burke początkowo krytykowała akcję, ponieważ nie zwracano uwagi na rolę, jaką w otwarciu tego dialogu odegrały czarnoskóre kobiety. Jednak wyraziła uznanie dla biorących udział w akcji oraz pochwaliła postawę Milano, która zdecydowała się zainicjować podobną kampanię.

Kontrowersyjne jest również publiczne oskarżanie o popełnienie przestępstwa, jakim jest molestowanie, osób nie skazanych prawomocnym wyrokiem, co stanowi pogwałcenie zasady domniemania niewinności i może sprzyjać nadużyciom. 

## Krytyka i repliki
19 sierpnia 2018 The New York Times ujawnił, że jedna z czołowych postaci ruchu Me Too, włoska aktorka Asia Argento, zapłaciła 380 tysięcy dolarów Jimmy’emu Bennettowi, który oskarżał ją o molestowanie, w ramach ugody przedsądowej.